# Menziken
Menziken (schweizerdeutsch: ˈmæntsik͡xə) ist eine Einwohnergemeinde im Schweizer Kanton Aargau. Sie gehört zum Bezirk Kulm, liegt im oberen Wynental und grenzt an den Kanton Luzern.

## Geographie
Das Dorf erstreckt sich über die gesamte Breite des trogförmigen Tals der Wyna. Der Ischlag (651 m ü. M.) bildet die natürliche Grenze zum Seetal im Osten. Westlich des Dorfes liegt die ehemalige Gemeinde Burg. Diese war fast gänzlich vom Gemeindegebiet Menzikens umschlossen und war somit beinahe eine Enklave. Ein Landstreifen von knapp 100 Metern Breite bildete die Verbindung zum westlichen Teil der Gemeinde. Das dortige Gelände ist zum grössten Teil bewaldet und steigt bis zum Stierenberg (872 m ü. M.) an. Die fünf Dörfer Menziken, Burg, Beinwil am See, Pfeffikon und Reinach sind zu einer zusammenhängenden Agglomeration mit rund 20'000 Einwohnern verschmolzen, die Grenzen sind zwischen den einst getrennten Siedlungen kaum mehr erkennbar.
Die Fläche des Gemeindegebiets beträgt 732 Hektaren, davon sind 176 Hektaren bewaldet und 230 Hektaren überbaut. Der höchste Punkt befindet sich auf 872 Metern auf dem Gipfel des Stierenbergs, der tiefste auf 535 Metern an der Wyna. Nachbargemeinden im Kanton Aargau sind Reinach im Norden und Beinwil am See im Nordosten. Nachbargemeinden im Kanton Luzern sind Rickenbach im Westen sowie Beromünster im Süden und Osten.

## Geschichte
Vereinzelte Funde zeugen von einer Besiedlung des oberen Wynentals während der Jungsteinzeit, der Bronzezeit und der Hallstattzeit. Zur Römerzeit existierte hier ein kleiner Gutshof. Im 7. Jahrhundert errichtete ein alamannischer Grossbauer einen Hof. Die erste Erwähnung von Manzinchouen erfolgte im Jahr 1045 in einer Urkunde des Grafen Ulrich von Lenzburg. Der Ortsname stammt vom althochdeutschen Manzinghofun und bedeutet «bei den Höfen der Sippe des Manzo». Im Mittelalter lag das Dorf im Herrschaftsbereich der Grafen von Lenzburg, ab 1173 in jenem der Grafen von Kyburg. Nachdem diese ausgestorben waren, übernahmen die Habsburger 1273 die Landesherrschaft und die Blutgerichtsbarkeit. Die niedere Gerichtsbarkeit war im Besitz der Herren von Reinach, die ihren Stammsitz in Burg hatten. Die Zehnten mussten an das Chorherrenstift Beromünster abgeliefert werden.
1415 eroberten die Eidgenossen den Aargau. Menziken gehörte nun zum Untertanengebiet der Stadt Bern, dem so genannten Berner Aargau, und war Bestandteil des Gerichts Reinach im Amt Lenzburg. 1528 führten die Berner die Reformation ein. Lange Zeit war Menziken Teil von Reinach gewesen und wurde erst um 1580 zu einem selbständigen Gemeinwesen erhoben. Im März 1798 nahmen die Franzosen die Schweiz ein, entmachteten die «Gnädigen Herren» von Bern und riefen die Helvetische Republik aus. Menziken gehört seither zum Kanton Aargau.

Luftansicht (1964)

Die Industrie hielt schon früh Einzug: 1729 siedelte sich eine Baumwoll-Manufaktur im damaligen Bauerndorf an. Bald darauf folgten Webereien, Spinnereien und Färbereien. Die Exporte gingen ins Elsass, in die Lombardei und nach Savoyen. Ab 1838 wurde das in Heimarbeit produzierende Textilgewerbe nach und nach durch die Tabakindustrie verdrängt, als Samuel Weber mit der Band- und Tabakfabrik S. Weber die erste Tabakfabrik des Kantons gründete. Sein Unternehmen konnte sich als Hersteller von Pfeifentabak einen neuen Markt erschliessen. Mit Gautschi & Hauri, Heinrich Hediger & Söhne, Burger Söhne, Eichenberger & Cie (heute Eicifa Eichenberger & Cie.), oder Villiger und Säuberli entstand in Menziken und im oberen Wynental ein Cluster der Schweizer Zigarrenherstellung mit internationaler Bedeutung. 1852 erfolgte die Gründung der «Bank in Menziken». Um die Wende zum 20. Jahrhundert kamen der Bau von Herkules-Lastwagen sowie die Verarbeitung von Aluminium in der Aluminium AG (später Alu Menziken Gruppe, heute Montana Tech Components) hinzu. Die Zigarrenherstellung geriet mit der zunehmenden Verbreitung von Zigaretten in eine Krise, die Übernahmen, Fusionen und Schliessungen zur Folge hatte. Im ganzen Kanton Aargau sank die Zahl der Beschäftigten dieser Sparte von 3247 in 69 Betrieben im Jahr 1939 auf 206 in sechs Betrieben um 1995. Weber & Söhne musste den Betrieb 1982 einstellen.
1869 wurde in Menziken eine Herrenhuter Sozietät gegründet, die auf erste Kontakte mit in Sachsen lebenden Nachfolgern des tschechischen Reformators Jan Hus im Jahr 1785 zurückging. Das 1877 entstandene Gebäude der Sozietät an der Spitalstrasse, die Brome, war das erste protestantische Kirchgebäude im Ort, noch vor der reformierten Kirche. Damit war Menziken die einzige ländliche Gemeinde in der Schweiz mit einer Sozietät und diente den übrigen Gemeinden in Zürich, Basel und Bern sowie in den Westschweizer Uhrmacherstädten La-Chaux-de-Fonds und Le Locle als Rückzugsort für Jugendlager. Nach jahrzehntelangem Mitgliederschwund wurde die Gemeinde am 17. Juni 2017 aufgelöst.
Der wirtschaftliche Aufschwung des Dorfes wäre ohne den Bau neuer Verkehrswege nicht möglich gewesen. Am 1. Mai 1904 ersetzte die schmalspurige Wynentalbahn den Postkutschenverkehr zwischen Menziken und der Kantonshauptstadt Aarau. Am 1. Oktober 1906 wurde die normalspurige Eisenbahnlinie Menziken–Beromünster eröffnet, eine Zweigstrecke der Seetalbahn. Im Verlaufe des 20. Jahrhunderts hat sich die Bevölkerungszahl mehr als verdoppelt, und Menziken ist mit seinen Nachbardörfern zusammengewachsen. Menziken, Pfeffikon und Reinach arbeiten auf zahlreichen Gebieten eng zusammen.
Die ehemalige Gemeinde Burg fusionierte per 1. Januar 2023 mit Menziken.

## Sehenswürdigkeiten

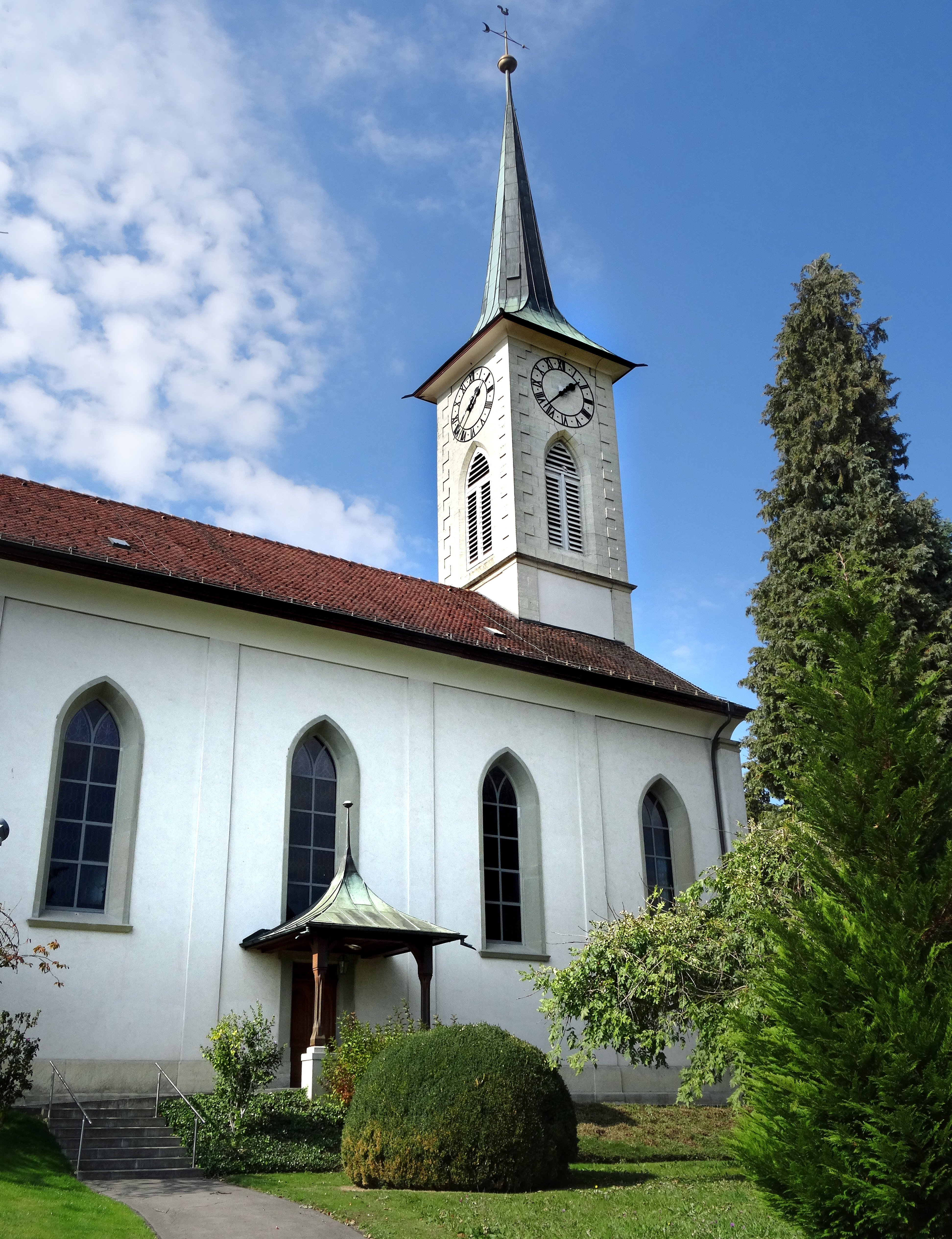
Die Evangelisch-reformierte Kirche in Menziken

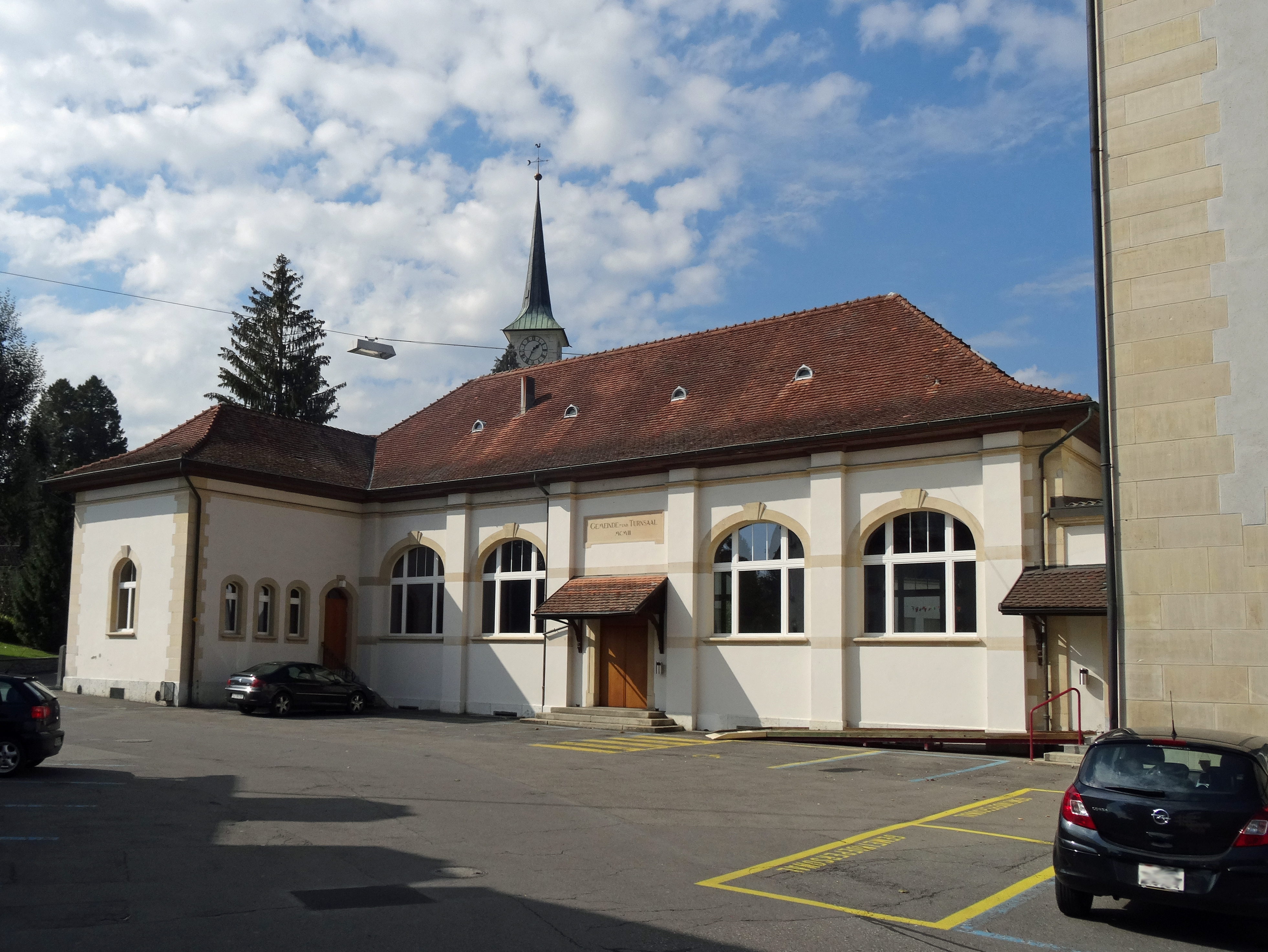
Gemeindesaal – im Hintergrund die reformierte Kirche

1801 entstand an der Wyna ein von einem Wasserrad angetriebenes Sägewerk, das bis 1969 in Betrieb war. 1982 bis 1986 wurde das Gebäude restauriert und steht seither unter Denkmalschutz. Es wird von einem Verein gepflegt und ist daher noch immer funktionstüchtig; regelmässig finden Vorführungen statt. Die reformierte Kirche, ein Gebäude im neugotischen Stil, besteht seit 1890. Im Jahr 2000 verkaufte die örtliche Chrischona-Gemeinde ihre im Jahr 1922 errichtete Kapelle. Das Gebäude wurde renoviert und in ein Museum umgewandelt, das sich mit der Tabak- und Zigarrenindustrie des oberen Wynentals befasst (Tabak- & Zigarren-Museum AargauSüd). Die katholische St. Anna-Kirche von 1907 musste aufgrund der stetig wachsenden Zahl von Gläubigen 1973 um- und ausgebaut werden.

## Wappen
Die Blasonierung des Gemeindewappens lautet: «In Rot auf grünem Dreiberg Krieger in weisser Rüstung, den Kopf nach links gedreht, in der Rechten weissen Speer mit gelbem Schaft, in der Linken fünfstrahligen gelben Stern haltend.» Das Menziker Wappen hat zahlreiche Wandlungen vollzogen, es sind insgesamt 13 verschiedene Varianten des Rittermotivs überliefert. Die heute verwendete Version wurde 1956 eingeführt.

## Bevölkerung
Die Einwohnerzahlen entwickelten sich wie folgt:
| Jahr      | 1764 | 1803 | 1850 | 1900 | 1930 | 1950 | 1960 | 1970 | 1980 | 1990 | 2000 | 2010 | 2020 |
| Einwohner | 864  | 1222 | 1921 | 2333 | 2721 | 3377 | 4060 | 4587 | 4570 | 4752 | 5511 | 5589 | 6518 |

Am 31. Dezember 2023 lebten 8400 Menschen in Menziken, der Ausländeranteil betrug 39,6 %. Bei der Volkszählung 2015 bezeichneten sich 28,3 % als römisch-katholisch und 27,0 % als reformiert; 44,7 % waren konfessionslos oder gehörten anderen Glaubensrichtungen an. 81,3 % gaben bei der Volkszählung 2000 Deutsch als ihre Hauptsprache an, 5,0 % Albanisch, 4,1 % Serbokroatisch, 3,0 % Italienisch, 2,8 % Türkisch und 1,3 % Spanisch.

## Politik und Recht

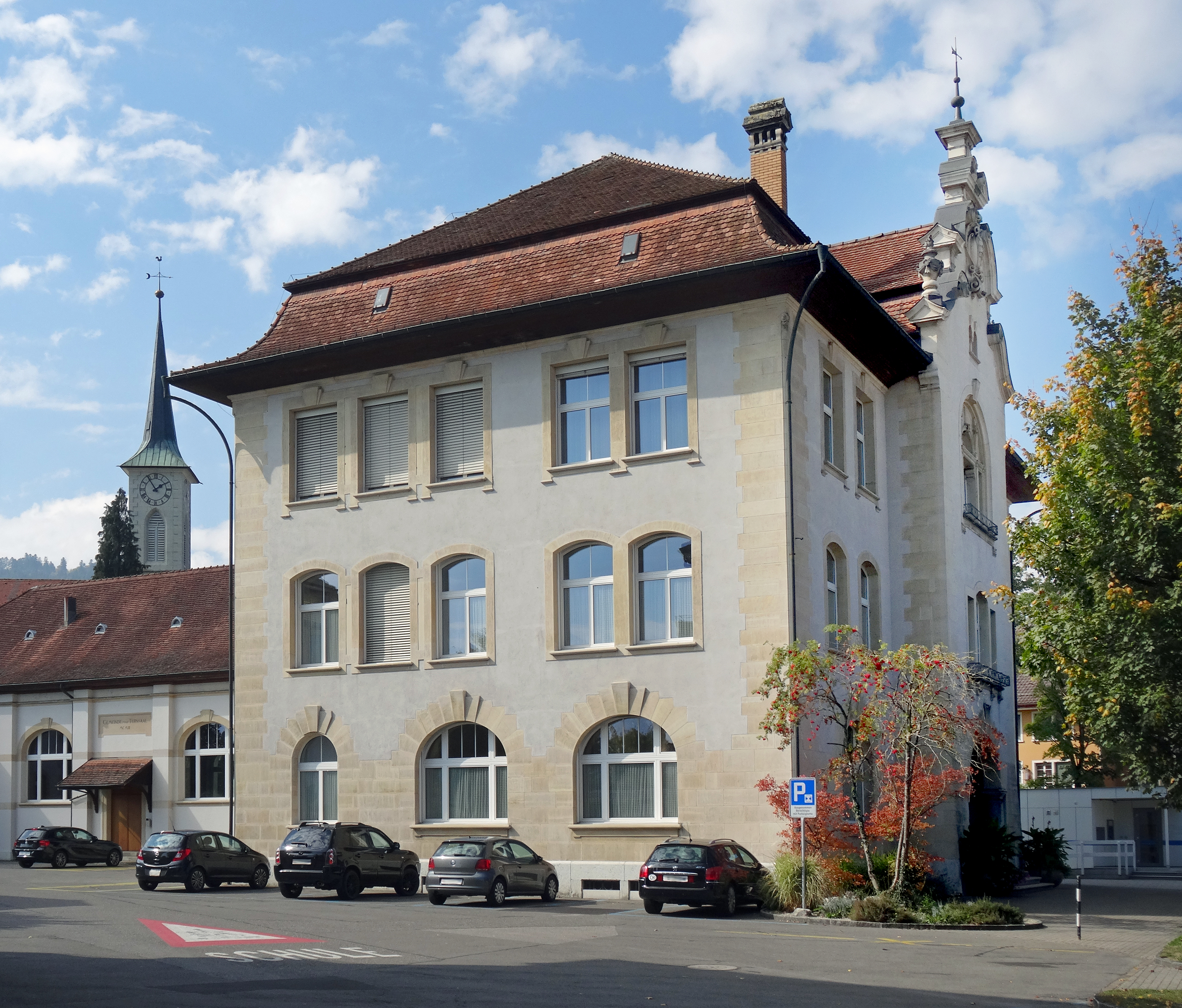
Gemeindehaus in Menziken

Die Versammlung der Stimmberechtigten, die Gemeindeversammlung, übt die Legislativgewalt aus. Ausführende Behörde ist der fünfköpfige Gemeinderat. Er wird im Majorzverfahren vom Volk gewählt, seine Amtsdauer beträgt vier Jahre. Der Gemeinderat führt und repräsentiert die Gemeinde. Dazu vollzieht er die Beschlüsse der Gemeindeversammlung und die Aufgaben, die ihm vom Kanton zugeteilt wurden. Für Rechtsstreitigkeiten ist in erster Instanz das Bezirksgericht Kulm zuständig. Menziken gehört zum Friedensrichterkreis IX (Unterkulm).

## Wirtschaft
In Menziken gibt es gemäss der im Jahr 2015 erhobenen Statistik der Unternehmensstruktur (STATENT) rund 2000 Arbeitsplätze, davon 1 % in der Landwirtschaft, 25 % in der Industrie und 74 % im Dienstleistungsbereich. Menziken bildet zusammen mit Reinach das wirtschaftliche Zentrum des südlichen Aargaus und weist daher viele Zupendler auf, auch aus den angrenzenden luzernischen Gebieten. Das mit Abstand grösste Unternehmen ist die Alu Menziken Gruppe, die hier ihren Hauptsitz hat. Die amerikanische Haworth, Inc., das weltweit zweitgrösste Büromöbelunternehmen, hat in Menziken ihre Schweizer Niederlassung. Weitere Industriezweige sind das graphische Gewerbe, der Metallbau und die Produktion von Fruchtsäften.

## Verkehr

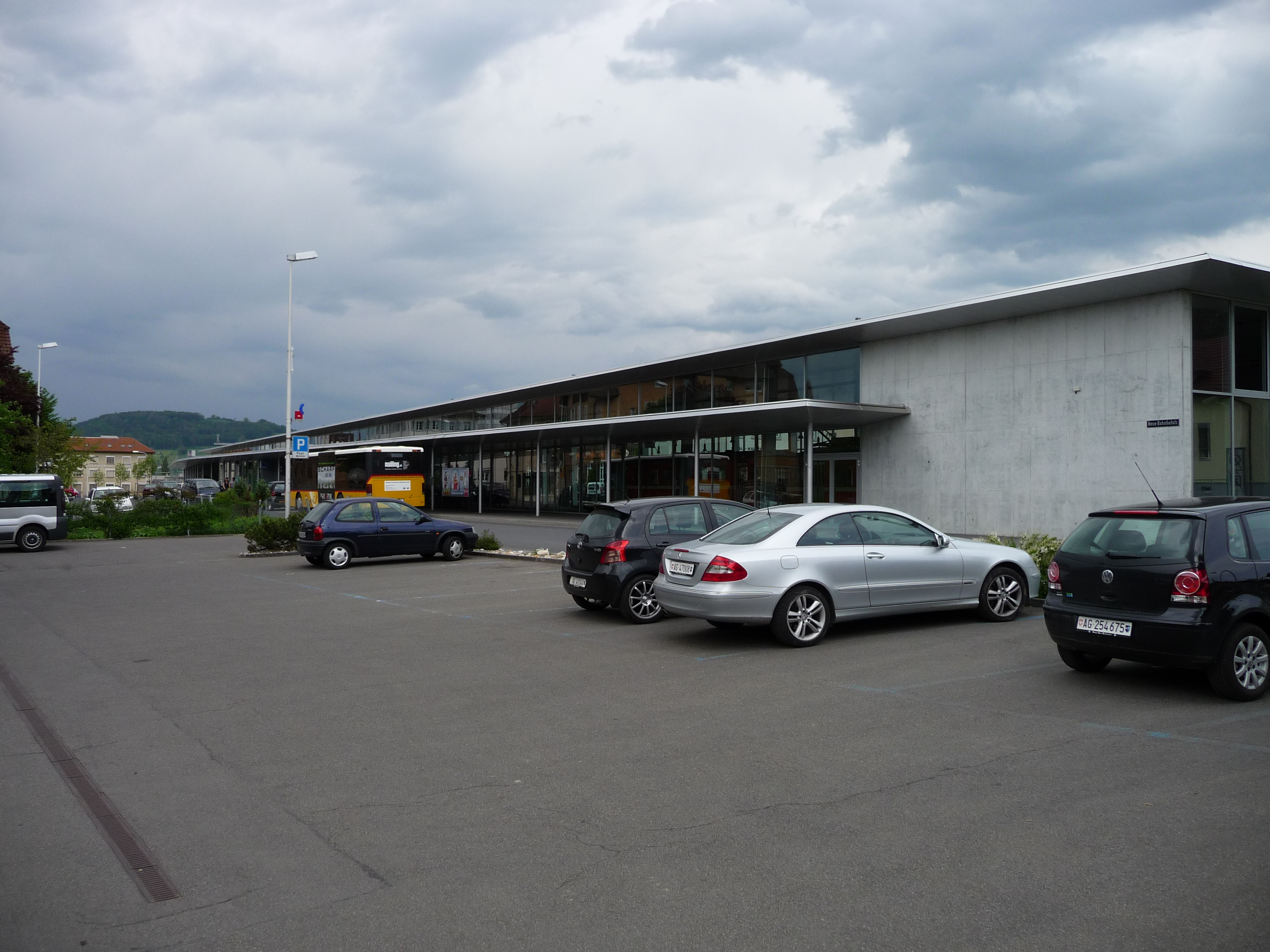
Bahnhof

Mitten durch das Dorf verläuft die Hauptstrasse 23 von Aarau über Beromünster nach Sursee. Die Kantonsstrasse 336 führt über Burg nach Rickenbach, die Kantonsstrasse 337 nach Schwarzenbach. Häufig kam es zu Unfällen mit erheblichem Sachschaden. Als 1991 auf der parallel verlaufenden, normalspurigen SBB-Linie Beinwil am See–Beromünster der Personenverkehr endete, folgte die Verlegung der WSB-Strecke auf das nun frei gewordene Trassee. Die Umspurungs- und Anpassungsarbeiten begannen 1999 nach der Einstellung des Güterverkehrs. Das neue Teilstück Reinach Nord–Menziken konnte am 15. Dezember 2002 eröffnet werden.

### Regionalverkehr
Menziken ist die südliche Endstation der schmalspurigen Wynentalbahn nach Aarau. Die WSB verkehrte ursprünglich mitten auf der stark befahrenen Hauptstrasse als Strassenbahn, teilweise im Gegenverkehr.
- S 14 Menziken – Aarau – Schöftland (WSB)

### Nahverkehr
Zwei Postautolinien führen von Beinwil am See über Menziken nach Beromünster bzw. Sursee. Die Linie 50 der Auto AG Group verbindet Menziken mit dem Bahnhof Luzern.
Ab Menziken Bahnhof
- 50 Luzern, Bahnhof – (A2) – Emmenbrücke, Bösfeld – Menziken Bahnhof (Auto AG Rothenburg)

Menziken ist Endhaltestelle von 2 Nachtbuslinien die von/nach Luzern sowie Aarau führen
Ab Menziken Bahnhof
- N12 Luzern Bahnhof – Beromünster – Rickenbach – Menziken (Auto AG Rothenburg)

- N24 Aarau Bahnhof – Buchs AG – Suhr – Gränichen – Reinach – Menziken (Busbetrieb Aarau)

## Bildung
Die Gemeinde verfügt über drei Kindergärten und fünf Schulhäuser. In diesen werden sämtliche Stufen der obligatorischen Volksschule unterrichtet (Primarschule, Realschule, Sekundarschule und Bezirksschule). Die nächstgelegene Kantonsschule (Gymnasium) ist die Kantonsschule Beromünster im fünf Kilometer entfernten Beromünster (Kanton Luzern). Viele Schüler bleiben jedoch im Kanton und fahren zu den beiden Kantonsschulen in Aarau (AKSA und NKSA).

## Persönlichkeiten
- Kurt Badertscher (* 1950), Schriftsteller, Fachlehrer und Erwachsenenbildner
- Hermann Burger (1942–1989), Schriftsteller, geboren und aufgewachsen in Menziken
- Martin R. Dean (* 1955), Schriftsteller
- Johann Othmar Doebeli (1874–1922), Maler
- Esther Egger-Wyss (* 1952), Politikerin
- Heinrich Alfred Gautschi (1871–1955), Industrieller, Gründer der Alu Menziken Gruppe
- Karl Gautschi (* 1939), Satiriker
- Fritz Irmiger (1867–1926), Oberzolldirektor in Bern
- Niklaus Lenherr (* 1957), Künstler
- Klaus Merz (* 1945), Schriftsteller, aufgewachsen in Menziken
- Matthias Merz (* 1984), Orientierungsläufer
- Peter-Ulrich Merz-Benz (* 1953), Soziologe, Philosoph und Hochschullehrer
- Walther Merz (1868–1938), Jurist und Historiker
- Monica Morell (1953–2008), Schlagersängerin
- Herbert Müller (1940–1981), Auto- und Motorradrennfahrer
- Frédéric Page (* 1978), Fussballspieler
- Matthias Rossi (* 1991), Eishockeyspieler
- Hans Sager († 1512), Sattler, Mitglied des Grossen Rats der Stadt Bern
- Manuel Sager (* 1955), Diplomat
- Hans Schmid (1935–2010), Wirtschaftswissenschaftler und Politiker
- Heinrich von Siebenthal (* 1945), Philologe
- Dieter Steiner (* 1932), Geograph
- Heinrich Villiger (1930–2025), Unternehmer und Mehrheitsinhaber der Villiger Söhne AG
- Alfred Vogt (1879–1943), Ophthalmologe
- Bertrand Vogt (1857–1936), Industrieller und Politiker
- Alwin Weber (1857–1919), Industrieller und Nationalrat
- Bertrand Weber (1858–1945), Unternehmer
- Max Reinhold Weber (1897–1982), Bildhauer, Maler, Zeichner und Lithograf